# 主顯聖容主教座堂 (聶伯城)

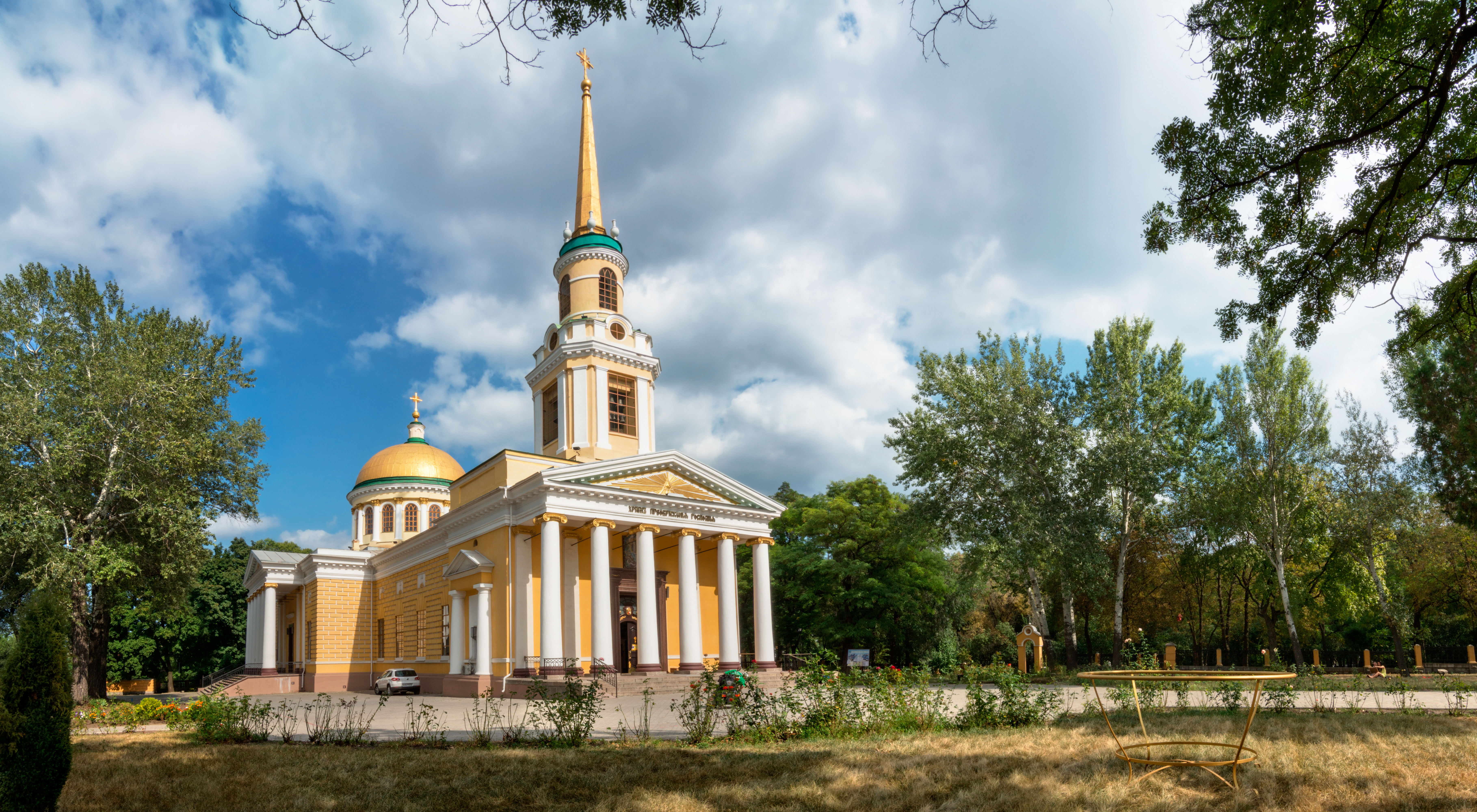

48°27′29.71″N 35°03′59.89″E / 48.4582528°N 35.0666361°E
主顯聖容主教座堂（烏克蘭語：Спасо-Преображенський кафедральний собор）是烏克蘭城市聶伯城的主要正教會教堂之一。主顯聖容主教座堂奠基於1787年。在1930年代，教堂被關閉。1975年至1988年期間，教堂被改為無神論博物館。在1888年的地震和第二次世界大戰中，教堂建築遭到損壞。

## 外部連結
- 3D-model Transfiguration Cathedral, Dnipro in the '3D Buildings' layer inside Google Earth （页面存档备份，存于）